# Yécora
Yécora (en basc Ekora) és un municipi d'Àlaba, de la Quadrilla de Laguardia-Rioja Alabesa. El compon un únic nucli de població que s'estén en un terreny relativament pla a 694 m d'altitud, a cavall entre dues valls i als peus de les serralades de Cantàbria i de Codes. El municipi limita al nord amb el municipi navarrès de Lapoblación, al sud i a l'est amb Oyón i a l'oest amb Lanciego. La capital de la comarca, Laguardia, està 15 km a l'oest. La capital provincial, Vitòria se situa a 50 km. La ciutat de Logronyo, capital de La Rioja està a solo 13 km al sud. Els pobles més propers són Lanciego i Meano de Lapoblación (Navarra).

## Economia i societat
Yécora és un municipi rural amb un pes encara molt important del sector agrari, que ocupa al 37% de la població activa. Es tracta d'un municipi dedicat principalment al cultiu del vinyer un 37%. El ceral ocupa solament el 20% de la superfície conreada i s'estén pel sud del terme municipal. En el poble hi ha també 4 petits cellers (Solar de Ibalonja, Vallarmen, Juan Campinún i Jalón) que elaboren vi de la denominació d'origen rioja. Així com una cooperativa San Sixto, aquest elabora els vins de Campolengo i Valsierra. En l'actualitat aquestes cellers busquen el progrés per a portar a terme un increment de la cultura del vi en aquest poble.
La població de Yécora ha sofert una evolució oscil·lant al llarg del segle xx, va créixer entre 1900 i 1930, quan va arribar els 590 habitants, per a anar després descendint fins a tocar sòl en 1981 arribant a una mica més de 200 habitants. Des de fa uns 20 anys s'ha vingut recuperant lleugerament. Conte amb piscines municipals, obertes en any 2006 i un centre de salut que al seu torn fa de centre lúdic i saló d'actes.

## Història
Les primeres cites escrites del Cartulari de San Millán en el segle xi denominen a aquesta població amb els noms d'Equora i Ecora. Va ser un llogaret de Laguardia fins que en 1669 el rei Carles II d'Espanya li concedís el títol de vila. Recentment va adoptar la denominació oficial bilingüe de Yécora/Iekora. El poble arribà a tenir 14 ermites.

## Patrimoni
El poble de Yécora manté les característiques dels municipis rurals riojans amb un nucli urbà atapeït amb edificis de dues plantes, que tot just ha estat transformat amb construccions modernes. En el cas de Yécora abunden els edificis renaixentistes. L'edifici més destacat és l'Església de San Juan Bautista, construïda en un estil a cavall entre el gòtic i l'estil renaixentista. Té una torre del segle xiv de planta quadrada, una portada renaixentista amb arc i arquitrau poblat d'àngels i dues columnes amb capitells corintis. Fora del poble es troba l'ermita de Santa María de Bercijana que va ser restaurada en 1984 i per la qual els veïns de Yécora asseguin gran devoció. L'ermita es troba en un bonic paratge arbrat. Destaca també la font medieval de Yécora coneguda com la Fuente Vieja

## Personatges il·lustres
- Miguel de Ayala: Bisbe de Palència i de Calahorra en el segle xvii.
- Fidel Fuidio Rodríguez (1880-1936): religiós marianista que fou beatificat per l'Església Catòlica en 1995.